# Heberto Gamero
Heberto Antonio Gamero Contín (Punta Cardón, 5 de diciembre de 1952) es un empresario y escritor venezolano residente en España. 
Fue fundador y presidente de FAEC (Fundación Aprende a Escribir un Cuento), institución que dictaba talleres de cuento al público en general y en especial, y de forma gratuita, a jóvenes estudiantes de escasos recursos. También dictó talleres en ICREA (Instituto Creativo) a beneficio de la Fundación Aprende a Escribir un Cuento. FAEC cesó sus funciones en el 2018 después de diéz años.

## Biografía
Heberto Gamero es un empresario, cuentista, novelista y cronista venezolano. Nació en Punta Cardón – Península de Paraguaná el 5 de diciembre de 1952. Hijo de una costurera y de un empleado de aduanas, es el menor de siete hermanos, padre y abuelo.
A la edad de 3 años quedó huérfano de padre. Esta temprana pérdida impuso un modo de vida bastante humilde para su familia, pues el único sustento provenía de los trabajos de costura que hacía su madre. Sin duda, este fatídico evento fue decisivo en la consolidación de los valores de Gamero, para quien la austeridad nunca ha sido una opción de vida.
Heberto se mudó a Caracas con su madre y uno de sus hermanos a los 15 años. En cuanto terminó el bachillerato ingresó a la Universidad Central de Venezuela para hacer sus estudios en Administración Comercial; al poco tiempo tuvo la oportunidad de emplearse en un departamento de Administración de Ventas de una importante compañía, así que empezó a combinar el binomio trabajo-estudio. Aquí aprendió las bases del negocio de los pantalones y en 1984, cuando sus alas estuvieron más fuertes, emprendió su propia empresa: Marshal.
Este aparente salto al vacío de pasar de ser asalariado a emprendedor mostró su temple arriesgado. Ante las carencias materiales de su infancia y juventud, Heberto Gamero respondió con astucia y trabajo duro, creando un modelo de negocios muy exitoso que en el 2018 después de 34 años ininterrumpidos de funcionamiento cerró sus actividades por motivos adversos.
Gamero reconoce sin tapujos que para él la prosperidad económica fue el eje central de su adultez, hasta que a los 50 años tuvo lo que podría llamarse “un giro vital”: contrajo nupcias por tercera vez e incursionó en el mundo de la literatura. Una contingencia política en Venezuela (el paro petrolero y empresarial de 2002) fertilizó la creatividad de Heberto, quien al verse sin opciones de productividad ni entretenimiento aprendió a escribir.
“Aprendió a escribir”, nunca antes dicho con tanta literalidad. A pesar de que ya para esa época tenía 50 años jamás había apretado una tecla con fines mecanográficos. Hasta el momento se había apoyado en amigos o empleados complacientes que tipeaban por él. Pero esta vez fue diferente: ya con varios manuscritos elaborados vino el impulso de sumergirse por completo en el mundo de la escritura y eso suponía un aprendizaje integral. A la aproximación al teclado le siguió la investigación rigurosa sobre tópicos de ortotipografía y estilo, todo de manera autodidacta. Por sí mismo aprendió también el arte de la corrección y la edición, pues su principal interés siempre ha sido hacer un buen trabajo o, dicho de otro modo, sacar al mercado productos de calidad.
Con mucho compromiso y disciplina, pronto Heberto Gamero se convirtió en un autor reconocido por la crítica, aun cuando nunca hubiera recibido una educación formal en alguna escuela de Literatura. De hecho, ni siquiera podría decirse que este talento fue heredado visto que en su familia no hay artistas (sólo una de sus hermanas -ya fallecida- tuvo un paso breve en el cine y el teatro).
El género que lo dio a conocer como autor fue el cuento, aunque lo primero que escribió fue una novela. Lejos de haber sido una elección deliberada, Heberto Gamero asegura que es el formato que mejor se ajusta a su personalidad impaciente porque le permite alimentar su necesidad de inmediatez. Para él, el género va ligado al temperamento.
Por experiencia afirma Gamero que las claves para aprender a escribir son la voluntad, la disciplina, el estudio y la lectura. Para él, escribir y leer son labores complementarias, “el contrasentido de un mismo camino”. Eso en cuanto a lo formal. En lo que respecta al contenido, afirma que “la escritura es una vía de experimentación que permite construir otras realidades llamadas ficción. Es un desdoblamiento para resolver los conflictos de otros”.
Para Heberto Gamero la escritura no es ni para evadir ni para soportar la realidad, es más bien un “contacto divino con la creación”. Tampoco es un negocio. Él encuentra en la ficción calidad de vida: si bien no es necesaria para vivir, sí es necesaria para vivir bien y mejor. De hecho, reconoce que su sustento material no lo aporta la escritura, pero sí es su manutención espiritual. El acto de escribir es para él una práctica terapéutica, íntima y relativamente solitaria, pues “nunca estás solo cuando escribes; estás rodeado de una multitud porque los personajes siempre te acompañan”. 
La madurez de Heberto Gamero le permite reconocer su trabajo creativo con sinceridad y humildad, sin esconderse tras la cortina de la falsa modestia. Para él, la verdadera interpelación que nos hace la literatura es sobre la capacidad que tenemos de imaginar.
Aunque no viene de una escuela de Letras ni su carrera ha estado ligada al mundo literario, hoy en día se le considera un escritor: tiene la técnica y el arte.

## Premios
- En 2007 fue finalista en el VI Concurso Nacional de Cuentos de la Sociedad de Autores y Compositores de Venezuela (SACVEN), con el cuento Oportunidad no negociada.
- También en 2007 fue premiado con la Mención Honorífica en el Concurso Nacional de Narrativa Salvador Garmendia con el libro Cuentos de pareja y otros relatos.
- En 2008 resultó ganador del 63.er Concurso Anual de Cuentos del diario El Nacional con el cuento Los zapatos de mi hermano.[1]
- En 2011, también en el Concurso Cuentos del diario El Nacional, obtuvo Mención Especial con el cuento Mi amigo invisible.
- En 2009 fue condecorado con la Orden al Mérito Institucional por parte del Círculo de Escritores de Venezuela.

## Obra literaria
- El escritor. (Cuento. Tusitala: Volumen colectivo de relatos breves. España. Adamar, 2005)
- Oportunidad no negociada. (Cuento. Volumen colectivo de la Sociedad de Autores y Compositores de Venezuela. SACVEN, 2009)
- Cuentos de pareja y otros relatos. (Fundación Casa Nacional de las Letras Andrés Bello, 2009)
- Los zapatos de mi hermano, oficios y otros relatos. (Editorial Equinoccio, Universidad Simón Bolívar, 2010)[2]
- Once reseñas literarias. Publicarte (Periódico cultural, 2011)
- Prepare la maleta, hijo, que nos vamos a Caracas. (Ensayo. Volumen colectivo La voz de la ciudad. Publicarte, 2012)
- De carne y hueso. (Cuentos biográficos. Editorial Aflora libros. Edición digital. España, 2012)
- Los zapatos de mi hermano (Editorial Equinoccio de la Universidad Simón Bolívar. Venezuela, 2010)
- Caracas-Ushuaia (Monte Ávila Editores. Venezuela, 2012)
- Taller Aprende a escribir un cuento (Círculo de Escritores de Venezuela, 2015)
- Trilogía sobre Escritores, Pintores y Músicos (Cersa Editorial. España, 2016)
- La Cita Real (Kálathos ediciones SL. España, 2024)